# Trofeo Ponente in Rosa
Die Trofeo Ponente in Rosa ist ein Straßenradrennen im Frauenradsport in Italien.
Das Etappenrennen wurde erstmals im Jahr 2022 als Rennen des nationalen Kalenders ausgetragen. Seit 2023 steht das Rennen im Rennkalender der UCI und ist in die Kategorie 2.2 eingestuft. Die Strecke führt in mehreren Teilabschnitten durch die Riviera di Ponente in der Provinz Ligurien.
Die erste internationale Austragung in der Saison 2023 gewann die Schweizer Olympiasiegerin im Mountainbike Jolanda Neff. Die Ausgabe 2025 wurde kurzfristig abgesagt, da nicht genügend Sponsorengelder aufgebracht werden konnten.

## Palmarès
| Jahr | Siegerin         | Zweite           | Dritte          |          |
| ---- | ---------------- | ---------------- | --------------- | -------- |
| 2022 | Nadia Quagliotto | Silvia Zanardi   | Matilde Vitillo |          |
| 2023 | Jolanda Neff     | Yanina Kuskova   | Sina Frei       |          |
| 2024 | Kim Cadzow       | Kristen Faulkner | Clara Émond     |          |
| 2025 | abgesagt         | abgesagt         | abgesagt        | abgesagt |